# Clodolfo di Metz
Clodolfo di Metz, comunemente detto in francese Saint Cloud (610 circa – Metz, 696 o 697), fu vescovo di Metz probabilmente dal 657 al 696/697 ed è venerato come santo dalla Chiesa cattolica.

## Origine
Clodolfo fu il figlio primogenito del vescovo di Metz Arnolfo e di Doda, figlia del vescovo di Metz, Arnoaldo. Clodolfo fu il fratello maggiore di Ansegiso, Maggiordomo di palazzo di Austrasia, da cui discese la dinastia carolingia.

## Biografia
Clodolfo è citato negli Annales Xantenses come figlio del beato Arnolfo, quando riporta la morte del padre, avvenuta nel 640, dicendo che lo imitò nella santità e fu anch'egli vescovo di Metz.

Mentre nel Liber Episcopi Mettensibus si narra che in gioventù Arnolfo contrasse un legittimo matrimonio da cui nacquero due figli, Ansegiso e Clodolfo, il primogenito che seguì le orme del padre
Prima della sua ordinazione sacerdotale, Clodolfo fu sposato con una donna di cui non si conoscono le ascendenze, che gli diede un figlio.
Dal matrimonio del fratello Ansegiso con Begga (615-698), figlia di Pipino di Landen, maestro di palazzo di Dagoberto I e poi di Sigeberto III, nacque Pipino di Herstal, bisnonno di Carlo Magno.
Clodolfo mantenne stretti rapporti con sua cognata, Gertrude di Nivelles (626-664), sorella di Begga.
Verso il 657 fu il terzo successore di suo padre Arnolfo, come vescovo di Metz, incarico che tenne per oltre quarant'anni, durante i quali Clodolfo fece dipingere e decorare la cattedrale di Santo Stefano.
Morì a Metz, dove fu sepolto nella chiesa dei SS. Apostoli, che nel 717 venne denominata basilica di sant'Arnolfo. A Nivelles, Clodolfo è venerato localmente come Saint Cloud, specialmente per il suo buon rapporto con santa Gertrude.
 La sua Memoria liturgica ricorre l'8 maggio.

## Matrimoni e discendenza
Clodolfo sposò Hilda (o Childa, secondo lo storico francese Christian Settipani) dalla quale ebbe un figlio:
- Martino, che nelle Domus Carolingiae Genealogiae, viene citato come figlio di Clodolfo (Flodolfo), che uccise il maggiordomo di palazzo, Ebroino[3] e succedette al padre come vescovo di Metz.

## Il culto
Memoria liturgica l'8 giugno.

## Ascendenza
|                  |                     |                   | Genitori    |  |  | Nonni |  |  | Bisnonni |  |  | Trisnonni |  |
|                  |                     |                   |             |  |  |       |  |  | …        |  |  | …         |  |
|                  |                     |                   |             |  |  |       |  |  | …        |  |  | …         |  |
|                  |                     | …                 |             |  |  |       |  |  | …        |  |  |           |  |
| …                |                     |                   |             |  |  |       |  |  | …        |  |  |           |  |
|                  |                     | …                 | …           |  |  |       |  |  |          |  |  |           |  |
|                  |                     | …                 | …           |  |  |       |  |  |          |  |  |           |  |
|                  |                     | …                 | …           |  |  |       |  |  |          |  |  |           |  |
| Arnolfo di Metz  |                     | …                 |             |  |  |       |  |  |          |  |  |           |  |
|                  |                     | …                 | …           |  |  |       |  |  |          |  |  |           |  |
|                  |                     | …                 | …           |  |  |       |  |  |          |  |  |           |  |
|                  |                     | …                 | …           |  |  |       |  |  |          |  |  |           |  |
| …                |                     | …                 |             |  |  |       |  |  |          |  |  |           |  |
|                  |                     | …                 | …           |  |  |       |  |  |          |  |  |           |  |
|                  |                     | …                 | …           |  |  |       |  |  |          |  |  |           |  |
|                  |                     | …                 | …           |  |  |       |  |  |          |  |  |           |  |
| Clodolfo di Metz |                     | …                 |             |  |  |       |  |  |          |  |  |           |  |
|                  | Ansberto (senatore) | Ferreolo di Rodez |             |  |  |       |  |  |          |  |  |           |  |
|                  | Ansberto (senatore) | Ferreolo di Rodez |             |  |  |       |  |  |          |  |  |           |  |
|                  | Ansberto (senatore) | Dode              |             |  |  |       |  |  |          |  |  |           |  |
| Arnoaldo di Metz | Ansberto (senatore) |                   |             |  |  |       |  |  |          |  |  |           |  |
|                  |                     | Blithilde         | Cariberto I |  |  |       |  |  |          |  |  |           |  |
|                  |                     | Blithilde         | Cariberto I |  |  |       |  |  |          |  |  |           |  |
|                  |                     | Blithilde         | …           |  |  |       |  |  |          |  |  |           |  |
| Doda di Metz     |                     | Blithilde         |             |  |  |       |  |  |          |  |  |           |  |
|                  |                     | …                 | …           |  |  |       |  |  |          |  |  |           |  |
|                  |                     | …                 | …           |  |  |       |  |  |          |  |  |           |  |
|                  |                     | …                 | …           |  |  |       |  |  |          |  |  |           |  |
| …                |                     | …                 |             |  |  |       |  |  |          |  |  |           |  |
|                  |                     | …                 | …           |  |  |       |  |  |          |  |  |           |  |
|                  |                     | …                 | …           |  |  |       |  |  |          |  |  |           |  |
|                  |                     | …                 | …           |  |  |       |  |  |          |  |  |           |  |
|                  |                     | …                 |             |  |  |       |  |  |          |  |  |           |  |

### Fonti primarie
- (LA)  Annales Xantenses.
- (LA)  Annales Marbacenses.
- (LA)  Monumenta Germaniae historica: Liber de Episcopi Mittensibus.
- (LA)  Monumenta Germaniae historica: Regum Francorum genealogiae.